# Sozialtarifvertrag
Als Sozialtarifvertrag bezeichnet man in Deutschland einen Tarifvertrag, in dem das Ob und das Wie einer von einem Unternehmen geplanten Betriebsänderung sowie der Ausgleich eventueller mit der Betriebsänderung für die Arbeitnehmer verbundener Nachteile geregelt wird. Der Sozialtarifvertrag hat somit dieselben Regelungsgegenstände, die auch ein Interessenausgleich und ein Sozialplan zwischen dem Arbeitgeber und dem Betriebsrat haben kann. Der Sozialtarifvertrag kann mit dem betroffenen Unternehmen selbst als Haustarifvertrag oder zwischen dem Arbeitgeberverband und der Gewerkschaft als firmenbezogener Verbandstarifvertrag geschlossen werden.
Da Verhandlungen zu einem Sozialtarifvertrag der Gewerkschaft rechtlich die Möglichkeit zum Streik bieten, werden Forderungen nach Sozialtarifverträgen von der Gewerkschaft insbesondere bei drohenden Betriebsschließungen oder -verlagerungen erhoben. Die Arbeitnehmerseite hat durch das Streikrecht stärkere Druckmittel als bei Sozialplanverhandlungen auf ihrer Seite.
Zahlreiche Arbeitgeberverbände vertreten die Auffassung, dass die §§ 111 ff. Betriebsverfassungsgesetz (BetrVG) eine Sperrwirkung gegenüber Tarifverträgen mit Sozialplancharakter entfalten und Sozialtarifverträge und Streiks daher unzulässig wären. Diese Auffassung wurde vom Bundesarbeitsgericht in einem Grundsatzurteil zurückgewiesen. Das Betriebsverfassungsgesetz schränke die Regelungsbefugnis von Tarifvertragsparteien nicht ein. Sozialplaninhalte seien zugleich tariflich regelbare Angelegenheiten.